# 2012年11月中國大陸

## 11月28日
- 河北省多地国税局向企业征税，称支援政府因钓鱼岛向日本开战。

## 11月21日
- 央企中煤在陕西省榆林市煤化工项目非法毁坏林地6000亩。有森林公安对《法治周末》表示，被毁林地乃当地人十分重视的固沙防护林，但中煤是央企，警员担心被解雇不敢插手。警方有关负责表示《森林法》能管的只有老百姓。法制网-法制日报（页面存档备份，存于）

## 11月15日
- 中共十八届一中全会在北京召开，习近平当选中共中央总书记和中共中央军委主席，李克强、张德江、俞正声、刘云山、王岐山、张高丽当选中共中央政治局常委。新一届中央政治局常委同中外记者见面 - 新华网直播（页面存档备份，存于）

## 11月16日
- 贵州省毕节市一拾荒老妇在一垃圾箱内，发现5名在里面避寒的儿童，疑似闷死在内。四天后，警方称系5人在垃圾箱内烧碳取暖时，一氧化碳中毒身亡。事发地点距离当局街道办事处步行距离大概需要1分钟。中国新闻网（页面存档备份，存于）

## 11月12日
- 残障歌手李琛在杭州萧山机场欲携拐杖登机遭拒，机场否认与中共十八大有关，称可携带木质拐杖。人民网（页面存档备份，存于）

## 11月11日
- 旗下风电项目因涉嫌危害美国国安被奥巴马否决的三一集团董事长梁稳根，今日对中外记者表示：“…（共产）党的利益为第一。我的财产乃至生命都是党的。”华声在线（页面存档备份，存于）